# Trueno
Trueno, pseudonimo di Mateo Palacios Corazzina (Buenos Aires, 25 marzo 2002), è un rapper argentino.

## Carriera

### Infanzia e tornei di Freestyle (2002-2017)
Nonostante sia stato fortemente influenzato dalla musica hip hop, non si innamorò del genere fino all'età di cinque anni, quando vide il film 8 Mile, venne spinto a iniziare a rappare a soli sette anni.
Nel 2016, all'età di quattordici anni, ha partecipato al torneo ACPZ Juniors, nel quale ha vinto. Dopo la sua vittoria, è stato invitato a partecipare a una competizione di freestyle organizzata dall'azienda di moda Vans, per celebrare il 50º anniversario della creazione di questo marchio. Il 15 giugno, ha pubblicato insieme a un video musicale il suo singolo di debutto, K.I.N.G sotto l'etichetta NEUEN. Nel mese successivo, ha partecipato all'edizione 2017 della gara di freestyle Cruce de Campeones e, lì, Trueno è stato incoronato vincitore del torneo.

### Collaborazione con Bizarrap e successo internazionale (2018-2019)
Durante la prima metà del 2018, Trueno ha pubblicato il brano Rain, che ha raggiunto una grande popolarità sulle reti e, in poco tempo, ha superato i 15 milioni di visualizzazioni su YouTube. La rilevanza che Trueno aveva raggiunto, portò il produttore musicale Bizarrap a invitarlo a registrare la sessione di freestyle BZRP Music Sessions #6, che divenne un grande successo, avendo superato i 120 milioni di visualizzazioni su YouTube.
All'inizio di ottobre, si esibì di nuovo in una sessione di freestyle con Bizarrap. La sessione BZRP Music Sessions #16 è stata pubblicata il 3 ottobre su YouTube e, la canzone è diventata piuttosto popolare sulle reti, riuscendo a superare i 78 milioni di visite in poco meno di un anno ed entrando nella lista Billboard Argentina Hot 100, dove ha debuttato alla 13ª posizione.

### Album di debutto eMamichula(2020-presente)
Il 20 febbraio 2020 ha pubblicato il singolo Atrevido. Alla fine di marzo, ha pubblicato il secondo singolo promozionale per il suo album: Azul y Oro. Nonostante la data concordata per il 25 luglio, Trueno decise di anticipare di due giorni l'uscita del suo album di debutto, Atrevido. Lanciato sotto l'etichetta NEUEN, il progetto comprende dieci tracce con collaborazioni di Wos, Alemán, Nicki Nicole e Bizarrap. Il disco, per aver totalizzato oltre 400 000 unità equivalenti a livello nazionale, ha ricevuto una certificazione di quadruplo platino dalla Cámara Argentina de Productores de Fonogramas y Videogramas. È andato in tournée in Spagna in due occasioni: nel 2020 e nel 2021, dando così al via all'Atrevido Tour.
La canzone Mamichula, vincitrice del più prestigioso premio musicale argentino, è riuscita a debuttare in cima alla lista Billboard Argentina Hot 100, ha ottenuto due dischi di platino in Spagna, e ha superato i 100 milioni di visite poco meno di un mese.

## Discografia

### Album in studio
- 2020 – Atrevido
- 2022 – Bien o mal
- 2024 – El último baile

### Album dal vivo
- 2021 – Atrevido en vivo

### EP
- 2022 – Trueno: Live at NPR's Tiny Desk
- 2023 – Bien o mal en vivo

### Singoli
- 2017 – K.I.N.G
- 2017 – En la ola
- 2018 – 4AM
- 2018 – Rain
- 2018 – Boom
- 2018 – Broke (feat. Tano B)
- 2019 – Trueno: Bzrp Freestyle Sessions, Vol. 6 (con Bizarrap)
- 2019 – Pentakill (con Neelo)
- 2019 – Trueno: Bzrp Music Sessions, Vol. 16 (con Bizarrap)
- 2019 – Fresko (con Bhavi e Halpe)
- 2019 – Trueno: Dolly Freestyle Sessions #01 (con Dolly Sessions)
- 2019 – My Dog Is (con C. Terrible e Shaolin Monkey feat. Oskar Klap)
- 2019 – Triple (con Luisaker)
- 2020 – Atrevido (feat. Oniria, Tatool & Taiu)
- 2020 – Azul y oro (feat. Taiu & Tatool)
- 2020 – Jugador del año (con Bizarrap e Acru)
- 2021 – Panamá (con Duki)
- 2021 – Solo por vos
- 2021 – Feel Me??
- 2021 – Salimo de noche (con Tiago PZK)
- 2021 – Dance Crip
- 2022 – Jungle (con Randy e Bizarrap)
- 2022 – Manifiesto freestyle
- 2022 – 5:05 PM (con Leïti feat. Bexnil & Chineseguy2021)
- 2022 – Un paso (con J Balvin)
- 2022 – Los aparatos (con El Alfa e Noriel)
- 2022 – Ya no sos igual (con 2 Minutos e i Toten Hosen)
- 2022 – Quién si no
- 2022 – Lo tengo (con JID)
- 2023 – Dubai (con Beny Jr)
- 2023 – Tranky funky
- 2023 – Ohh baby
- 2024 – No Cap
- 2024 – Cangrinaje (con Nicky Jam)
- 2024 – The Roof Is on Fire
- 2024 – Cuando te vi (con María Becerra e Big One)
- 2024 – Sunday (con Bhavi)
- 2024 – Tristeza de la ciudad (con Cachorro López e Julieta Venegas)
- 2025 – Angelito (con Bad Gyal)
- 2025 – Cruz (con Feid)
- 2025 – Fale então (con Marshmello)
- 2025 – En la city (con Young Miko)